# Ley interpretativa de la Constitución
Las leyes interpretativas de la Constitución, en el ordenamiento jurídico chileno, son un tipo de leyes que precisan o explican el sentido y alcance de un precepto o una expresión de la Constitución Política de la República de Chile. Para ser aprobadas, modificadas o derogadas, se requiere de los cuatro séptimos de los Senadores y Diputados en ejercicio. Tienen por objeto desentrañar el contenido prescriptivo de los diversos preceptos que contiene la Constitución, a fin de establecer su correcto sentido y alcance. Por tanto, su ámbito material es bastante amplio, en la medida que todo precepto contenido en la Constitución puede ser objeto de una ley interpretativa.
Las leyes interpretativas se encuentran referenciadas en el artículo 66 de la Constitución Política, mientras que en su artículo 93 inciso 1° se estipula que los proyectos de ley interpretativa deben pasar por un control de constitucionalidad preventivo de parte del Tribunal Constitucional. A su vez, se trata de una práctica parlamentaria gestada bajo la Constitución de 1925 y que reconocía algunos antecedentes en la Constitución de 1833.